# Covid19-koronavírus-járvány Olaszországban

Esetek

Halálozások

Az olaszországi COVID-19 világjárvány a súlyos akut légzőszervi szindrómás koronavírus 2 (SARS-CoV-2) által okozott 2019. évi (COVID-19) koronavírusjárvány része.
Először 2020. január 31-én erősítették meg a vírus Olaszországban való terjedését, amikor Rómában két kínai turista tesztje pozitív lett a vírusra. Egy héttel később egy olasz férfit, akit a kínai Vuhan városából repatriáltak Olaszországba, kórházba szállítottak, és megerősítették, hogy ő volt a harmadik olaszországi eset. 2020. február 21-én Lombardiában és Venetóban észleltek esetcsoportokat, február 22-én pedig az első haláleseteket, március elejére a vírus Olaszország valamennyi régiójára átterjedt.
Január 31-én az olasz kormány felfüggesztette az összes Kínába induló és onnan induló járatot, és szükségállapotot hirdetett. Februárban tizenegy észak-olaszországi települést azonosítottak a két fő olaszországi klaszter központjaként, és karantén alá helyezték őket. A más régiókban észlelt pozitív esetek többsége erre a két klaszterre vezethető vissza. 2020. március 8-án Giuseppe Conte miniszterelnök kiterjesztette a karantént egész Lombardiára és 14 másik északi tartományra, majd másnap egész Olaszországra, így több mint 60 millió ember került zárlat alá. 2020. március 11-én Conte betiltott szinte minden kereskedelmi tevékenységet, kivéve a szupermarketeket és a gyógyszertárakat. Március 21-én az olasz kormány bezárt minden nem létfontosságú üzletet és iparágat, és korlátozta az emberek mozgását. Májusban számos korlátozást fokozatosan enyhítettek, június 3-án pedig visszaállították a régiók és más európai országok közötti szabad mozgást. Októberben Olaszországot elérte a járvány második hulláma, ami miatt a kormány további korlátozásokat vezetett be a mozgásra és a társadalmi életre vonatkozóan, amelyeket 2021 közepén fokozatosan enyhítettek.
Január 18-ig Olaszországban mintegy 48 millió embert teszteltek. Az elvégzett tesztek korlátozott száma miatt a fertőzöttek tényleges száma Olaszországban, más országokhoz hasonlóan, becslések szerint magasabb, mint a hivatalos számítás. 2020 májusában az olasz nemzeti statisztikai intézet (Istat) 11 000-rel több COVID-19 halálesetet becsült Olaszországban, mint amennyi a megerősített haláleset volt. Ezt a becslést később, 2020 októberében egy második Istat-jelentés is megerősítette. 2021 márciusában az Istat újabb jelentést tett közzé, amelyben az előző öt év átlagához képest 2020-ban 100 526 halálesettel többlethalálozást állapított meg. 2020-ban ráadásul a 2020-as év lett a legtöbb halálesettel rendelkező év 1945 óta, amikor Olaszország a második világháborúban saját területén harcolt.
A világjárvány csúcspontján Olaszországban volt az egyik legmagasabb az aktív megbetegedések száma a világon. 2022. január 27-én Olaszországban 2 706 453 aktív megbetegedés volt, összességében 24 709 404 megerősített megbetegedés és 182 419 haláleset történt (ez 3 089,885 halálozás egymillió lakosra vetítve), míg 7 687 989 gyógyulás vagy elbocsátás.